# آوای ارواح: بازگشت به خانه
آوای ارواح: بازگشت به خانه (به انگلیسی: of Echoes: The Homecoming) یک تله‌فیلم آمریکایی در سبک فیلم فراطبیعی ترسناک محصول سال ۲۰۰۷ به کارگردان و نویسندگی ارنی بارباراش است. و دنباله‌ای بر فیلم سینمایی آوای ارواح محصول ۱۹۹۹ محسوب می‌شود.
این فیلم در انتاریو، کانادا فیلمبرداری شده‌است. و در ۲۰ نوامبر ۲۰۰۷ بر روی دی‌وی‌دی منتشر شد. نقدهای فیلم عمدتاً منفی بود.

## داستان
تد کوگان (راب لو) کاپیتان گارد ملی ایالات متحده است که یک واحد گارد ملی در عراق را فرماندهی می‌کند. وقتی یک ون به ایست بازرسی او می‌رسد، دستور توقف می‌دهد، اما این کار را نمی‌کند. او به افرادش دستور می‌دهد که یک تیر اخطار شلیک کنند، اما آنها به جای آن به وانت شلیک می‌کنند، یک دختر عراقی از ون بیرون می‌آید، سپس همه چیز آتش می‌گیرد و تد متوجه می‌شود که آنها به تازگی یک خانواده بی‌گناه را کشته‌اند. تد سعی می‌کند دختر را نجات دهد، اما وسیله نقلیه منفجر می‌شود و واحد تد مورد حمله قرار می‌گیرد و تد را در کما می‌گذارد. دو هفته بعد، تد از خواب بیدار می‌شود و می‌تواند به خانه خود نزد همسرش مولی (مارنی مک فیل) و پسر نوجوانش مکس (بن لوئیس) در شیکاگو برگردد، اما او از اختلال استرس پس از سانحه رنج می‌برد که به دلیل احساس گناه شدیدی که در مورد آن احساس می‌کند، رنج می‌برد. مرگ خانواده عراقی تد نمی‌داند که وحشت تازه شروع شده‌است. او شروع به دیدن یک مرد سوخته می‌کند که از او می‌خواهد اشتباهی را اصلاح کند و …